# آتلانتا (ایندیانا)
آتلانتا (به انگلیسی: Atlanta) یک منطقهٔ مسکونی در ایالات متحده آمریکا است که در شهرستان همیلتون، ایندیانا واقع شده‌است. آتلانتا ۰٫۸۱ کیلومتر مربع مساحت و ۷۱۲ نفر جمعیت دارد و ۲۶۳ متر بالاتر از سطح دریا واقع شده‌است.